# Eggers & Franke
Die Eggers & Franke Holding GmbH ist ein traditionsreiches Importhandelshaus für Weine und Spirituosen mit Sitz in Bremen. Das 1804 gegründete Unternehmen ist einer der führenden Anbieter für hochwertige Weine in Deutschland. Es ist eine Konzerntochter der Rotkäppchen GmbH aus Freyburg/Unstrut und gehört über diese zur Rotkäppchen-Mumm Sektkellereien-Gruppe.

## Produkte
Eggers & Franke ist exklusiver Vertriebspartner bekannter internationaler Wein- und Spirituosenmarken in Deutschland. Dazu zählen die deutschen Weinhäuser Diehl und Leitz, Marqués de Riscal aus Rioja, Baron Philippe de Rothschild aus Frankreich, Mateus Rosé aus Portugal, Peter Lehmann Wines und Yellow Tail aus Australien, KWV Holdings aus Südafrika, der dänische Bitter Gammel Dansk und die Aquavite Lysholm Linie aus Norwegen sowie Malteserkreuz und Aalborg Jubilaeums Akvavit aus Dänemark, ebenso wie die Brandys, Sherrys, Weine und Portweine aus dem Hause Osborne. (Stand November 2016)

## Unternehmensgeschichte

### 1804 bis 1850
Eggers & Franke wurde am 1. Dezember 1804 von Georg Heinrich Eggers (1780–1825) und Johann Heinrich Christian Franke (1779–1825) in Bremen gegründet. Die Firma hatte ihren Sitz zunächst im Elternhaus Georg Heinrich Eggers an der Schlachte 7. Sein Vater war Eigentümer der 1773 gegründeten und seit 1777 nach ihm benannten Weinhandlung Joh. Eggers Sohn. Sein neuer Kompagnon war zuvor ebenfalls im Weinhandel in Bremen tätig gewesen. 1807 bezog die Firma Eggers & Franke erstmals eigene Lager- und Büroräume in der Doventorstraße 8/9. Im folgenden Jahr heiratete Johann Heinrich Christian Franke eine Schwester Georg Heinrich Eggers. Nachkommen aus dieser Verbindung bestimmten die Geschicke der Firma bis 1919.
Als freie Hafen- und Hansestadt spielte Bremen spätestens seit Ende des 17. Jahrhunderts eine dominierende Rolle im Handel mit Wein und Branntwein in Norddeutschland. Allerdings wurde der internationale Warenhandel zum Zeitpunkt der Firmengründung während der sog. Franzosenzeit durch die Seeblockade des Kontinents durch England und schließlich die französische Besetzung Bremens stark behindert, so dass sich das Geschäft der Firma Eggers & Franke mit Weinen und Branntwein, insbesondere aus den südfranzösischen Häfen, erst 1813, nach der Befreiung Bremens, deutlich belebte. Neben dem Weinhandelshafen Bordeaux war für die Firma Eggers & Franke ab den 20er Jahren des 19. Jahrhunderts insbesondere der Warenumschlagsplatz Sète an der französischen Mittelmeerküste wichtig. Auch Warenlieferungen aus Bayonne, Málaga und Livorno wurden für diese Zeit in den Büchern verzeichnet, und ab 1823 die Einfuhr von Rum aus der Karibik.
Innerhalb eines Jahres starben 1825 die beiden Gründer der Firma. Die Geschäfte wurden im Anschluss von deren Witwen fortgeführt, bis 1834 Johann Heinrich Ficke, ein Vetter der Familie Eggers, und 1836 Georg Julius Franke (1812–1894), ein Sohn des Firmengründers, als Teilhaber aufgenommen wurden. Letzter übernahm in der Folge die Anteile seiner 1837 verstorbenen Mutter und zahlte seine Geschwister aus. 1843 übernahm er auch die Anteile der Witwe Georg Heinrich Eggers. Am 1. Januar 1845 wurde Eggers & Franke Teilhaber in der Leipziger Weinhandlung von Johann Friedrich Brems. Johann Heinrich Ficke siedelte 1846 nach Leipzig über. Die Investition in der wichtigen Messestadt stärkte das Geschäft mit Mittel- und Ostdeutschland. Die Eröffnung der ersten Eisenbahnlinie von Bremen nach Hannover im Dezember 1847 rückte das mitteldeutsche Binnenland näher an die Hansestadt ran. Auch Lieferungen nach Königsberg und Polen nahmen in dieser Zeit an Bedeutung zu.

### 1850 bis 1918
Einer freundschaftlichen Verbindung Fickes zum Bremer Importhandelshaus H. C. Finke, das sich in Kingston mit einer Filiale und konsularischen Vollmachten etabliert hatte, verdankt Eggers & Franke den Aufstieg zu einem der bedeutendsten Händler für Rum aus Jamaika, der sich ab Mitte des 19. Jahrhunderts vollzog. Im Handel mit karibischem Rum kam Bremen und der Firma Eggers & Franke in den folgenden Jahrzehnten nicht nur für Deutschland, sondern für große Teile Kontinentaleuropas eine dominierende Rolle zu. Das rasant wachsende Geschäft machte zwischen 1849 und 1868 umfangreiche Um- und Neubauten in der Doventorstraße sowie an neuerworbenen Gebäuden und Grundstücken in der Neuenstraße 41–43 und in der Töferbohmstraße nötig.
1874 trat mit Johann August Franke (1848–1918) die dritte Generation der Familie als Teilhaber in das Unternehmen ein. Die Eingliederung Bremens in das deutsche Zollgebiet im Jahre 1888 bedeutete einen wichtigen Einschnitt für den Bremer Einfuhrhandel. Zwar eröffnete sie dem Weinhandel ein neues Geschäftsfeld im Handel mit deutschem Wein, dessen Bedeutung für die Firma Eggers & Franke, neben den in jener Zeit beliebten Südweinen aus Jerez und Málaga sowie Weinen aus Rioja und Tarragona, bis zum Ersten Weltkrieg stark zunimmt. Jedoch führte der Wegfall der Zollprivilegien quasi übernacht zum Zusammenbruch des bedeutenden Bremer Rumhandels mit dem europäischen Ausland. Dennoch blieb der inländische Handel mit Rum, sein Verschnitt und die Abfüllung bis 2001 ein wichtiger Geschäftszweig der Firma Eggers & Franke. Seit 1880 vertrat Johann August Franke seinen Berufsstand insbesondere in Fachausschüssen zu Zoll- und Tariffragen in der Handelskammer. 1888 wurde er als Vertreter der Kaufmannschaft in die Bremische Bürgerschaft entsandt, der er bis zu seinem Tode im Jahre 1918 angehörte.
Der Ausbruch des Ersten Weltkriegs beendete die prosperierende Zeit für den Bremer Weinhandel. Der Außenhandel und speziell der Seehandel brach binnen kurzer Zeit zusammen, die Lagerbestände der Firma Eggers & Franke gingen rasch zur Neige und wer unter den Mitarbeitern wehrfähig war, wurde eingezogen. Am 24. Oktober 1918 starb Johann August Franke nach langer Krankheit. Sein als Nachfolger vorgesehener Sohn kehrte nicht lebend aus dem Krieg zurück. Auch nach Kriegsende im November 1918 verbesserte sich die Lage zunächst nicht.

### 1919 bis 1932
Am 1. April 1919 verkauft die Witwe des letzten Firmeninhabers die Firma Eggers & Franke, die Grundstücke und Gebäude samt Inventar für 100.000 Mark an den Gastwirt Wilhelm Oskar Richard Meier (1880–1935). Der langjährige Geschäftsfreund des Hauses, betrieb seit 1904 in der Bremer Bahnhofstraße eine Schankwirtschaft und seit 1909 zudem eine von ihm übernommene Wein- und Likörhandlung, für die er Rohstoffe von Eggers & Franke bezog. Oskar Richard Meier modernisierte noch im gleichen Jahr die veralteten Anlagen von Eggers & Franke und ersetzte sie zum Teil durch moderneres technisches Gerät aus seinem Betrieb in der Bahnhofstraße. Ebenfalls 1919 wurde Christian Babel (1889–1971), der seit 1904 im Unternehmen tätig war, von ihm zum Prokuristen bestellt.

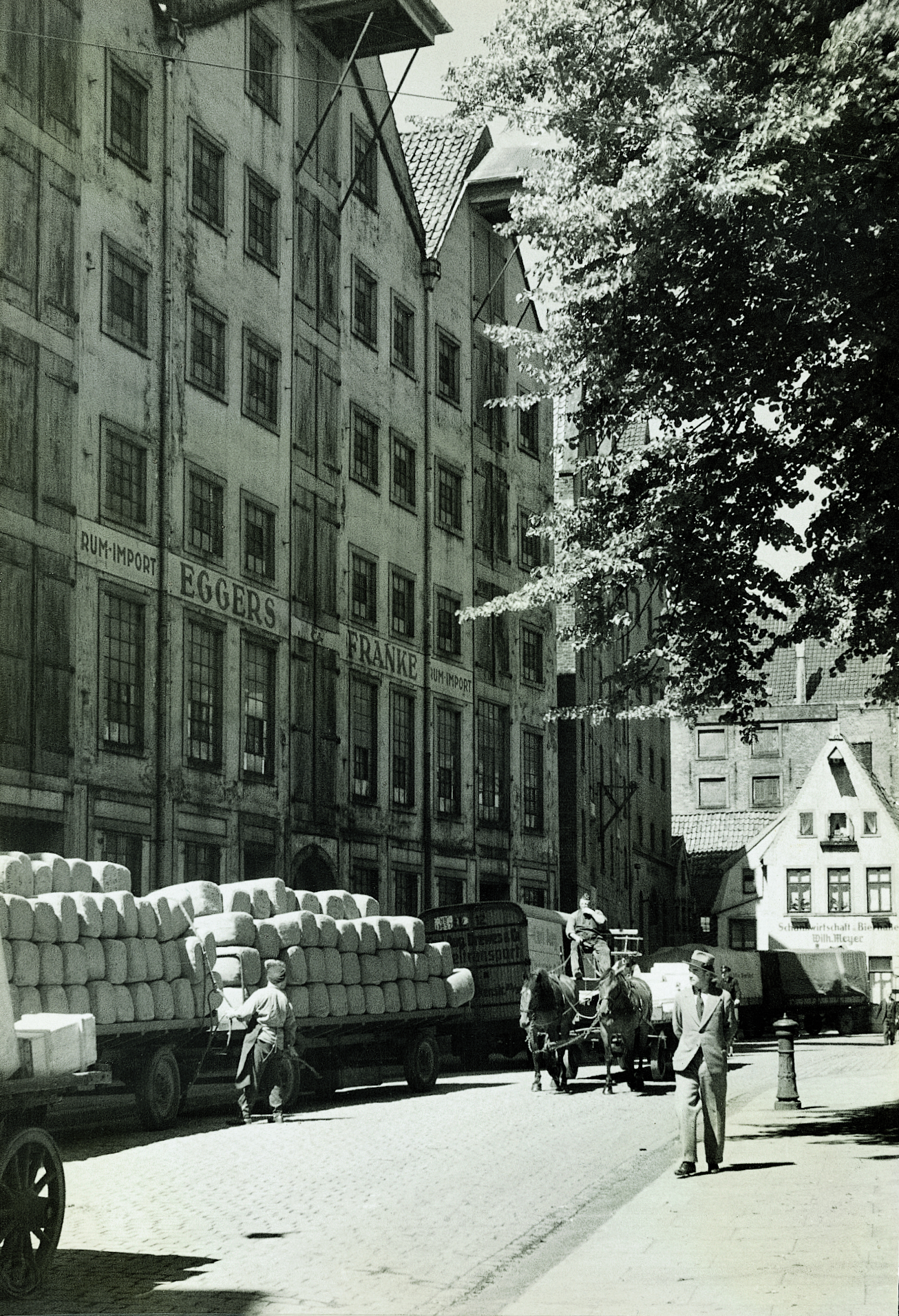
Packhäuser in der Großenstraße in den 1920er Jahren

Die Jahre nach dem Ersten Weltkrieg bis zur Währungsreform waren von einer strengen Zwangsbewirtschaftung und Kontingentierung des Wein- und Spirituosenhandels bestimmt. Knappe Devisen, Boykotte aus dem Ausland und hohe Zölle ließen praktisch keinen Raum für den Importhandel mit Wein. Aus diesem Grunde verlegt sich Eggers & Franke in dieser Zeit auf die Herstellung von Rumverschnitt. Zur Erhöhung der Kontingente für den dazu benötigten Monopolsprit wurden Brennereien in Verden, Etzhorn und Gladbach erworben. Erst 1924 brachte mit dem Ende der Hyperinflation und neuen Handelsabkommen mit dem Ausland die Wiederbelebung für den Importhandel. Wichtige importierte Produkte dieser Zeit waren Rot- und Weißweine und insbesondere Dessertweine aus Spanien sowie chilenischer Rotwein. Der Import von Rum und die Herstellung von Rumverschnitt blieb ein wesentliches Standbein. Umfangreiche Um- und Erweiterungsbauten in der Neuenstraße und an neu erworbenen Gebäuden in der Grafenstraße und, in direkter Weserfront, in der Großenstraße vergrößerten die zur Verfügung stehende Lagerfläche bis 1929 auf bis zu 17.000 m². Für das Jahr der Weltwirtschaftskrise, die das Unternehmen trotz eines starken Nachfrageeinbruchs unbeschadet überlebte, führt die Firmenchronik von Eggers & Franke 52 Mitarbeiter auf.

### 1933 bis 1945
Nach 1933 belasteten Devisenbewirtschaftung, Kontingentierungen und Importstockungen sowie protektionistische Zwänge zu Gunsten des deutschen Weinbaus den Importhandel stark, insbesondere jenen mit Frankreich. 1935 starb Oskar Richard Meier und seine Witwe Berta Meier führte die Geschäfte fort. Der Importhandel mit Ländern wie Spanien, Italien und Griechenland, der 1933 ebenfalls auf einen Tiefpunkt gefallen war, kann sich bis 1939 wieder erholen.

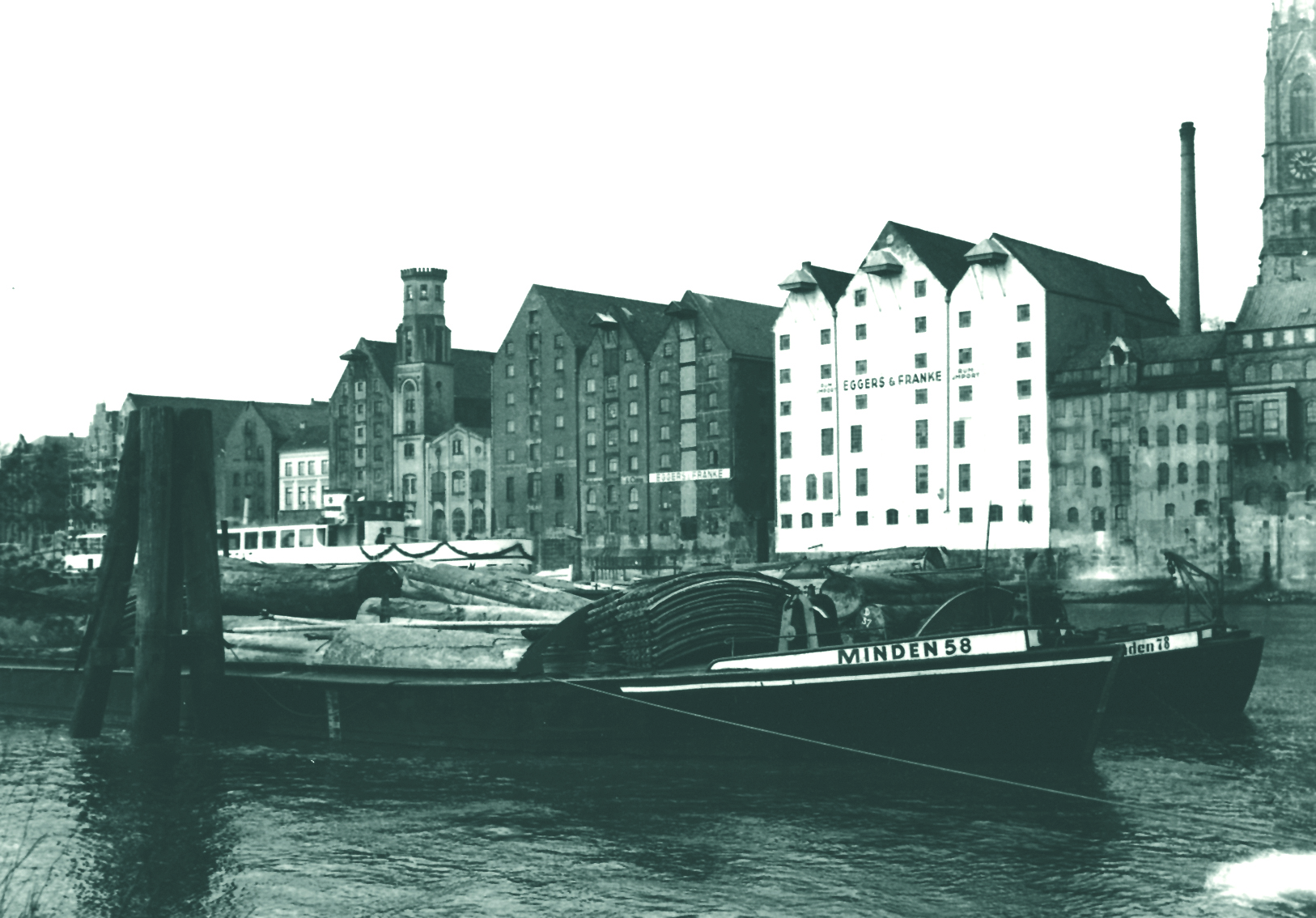
Packhäuser an der Weser um 1938

1937 vergrößerte Eggers & Franke sein Firmenareal noch einmal um Gebäude am Stephaniekirchhof und in der Großenstraße auf insgesamt 20.890 m² Lagerfläche.
In den ersten beiden Jahren des Zweiten Weltkriegs erhöhte sich der Warenumschlag des Bremer Weinhandels dank Einfuhren aus verbündeten oder eroberten Ländern und zunehmenden Lieferungen an die Wehrmacht noch. Gleichzeitig wurden jedoch die Arbeitskräfte knapp. Hatte noch vor dem Kriege die Lieferung per Schiff dominiert, erreichten Eggers & Franke ab 1940 Waren vor allem in Kesselwagen oder Waggons auf der Schiene. Zugleich nahmen Auslieferungen in Flaschen stark zu, so dass 1941 die erste automatische Abfüllanlage installiert wurde.
1943 wurden bei einem Luftangriff die Gebäude in der Neuenstraße 41/43, hinter der Doventorstraße 8/9 und in der Grafenstraße 30 zerstört. Bereits zuvor hatte Eggers & Franke insbesondere für die leichtbrennbare hochprozentige Ware Ausweichlager in Bückeburg, Elze/Hann. und Eisleben in Thüringen eingerichtet. Nach diesen ersten Zerstörungen wurden zusätzliche Lagerräume in Löningen, Kulmbach, Scheeßel und Langwedel angemietet.
Die veränderte Kriegslage brachte 1944 den Wein- und Spirituosenimport zusehends zum Erliegen. Das faktische „Aus“ für Eggers & Franke brachte der schwere Luftangriff auf Bremen 1944, bei dem die restlichen Lager an der Großenstraße, am Stephaniekirchhof und in der Neuenstraße bis auf wenige Bestände in den Kellergeschossen vernichtet wurden. Dennoch konnte der Betrieb mit Lieferungen aus den Ausweichlagern aufrechterhalten werden, bis diese durch die vordringenden Alliierten Truppen abgeschnitten wurden. Der Firmenchef Carl J. Meier war 1939 und von 1942 bis 1945 zum Kriegsdienst einberufen und 1940/41 als ziviler Beauftragter für die Einkäufe der Wehrmacht in Frankreich verpflichtet worden.

### 1945 bis 1975
Bis auf die innerstädtischen Grundstücke hatte die Firma Eggers & Franke bei Kriegsende nahezu keine Vermögensgegenstände mehr. Die Bremer Büro- und Packhäuser waren samt Inventar und Beständen durch Luftangriffe zerstört worden, die Außenlager in Elze und Bückeburg in den letzten Kriegstagen geplündert. Der Betrieb in Eisleben ging Eggers & Franke durch die sich ankündigende Teilung Europas ebenso verloren wie wichtige Absatzmärkte – zwei Drittel des Umsatzes der Firma Eggers & Franke entfielen vor 1939 auf Gebiete östlich der Elbe. Einfuhrmöglichkeiten für Wein und Spirituosen gab es zunächst keine und der Import von Wein sollte noch lange Zeit über die Normalisierung des Wirtschaftslebens nach der Währungsreform 1948 hinaus kontingentiert bleiben.
Dennoch gelang Eggers & Franke der Neubeginn. Über den Kellern des Hauses Neuenstraße 45 errichteten Mitarbeiter noch 1945 ein provisorisches einstöckiges Gebäude. Für den Wiederaufbau der Gebäude an der Weser erhielt man wegen der Umwidmung des Stephaniviertels in ein Wohngebiet keine Genehmigung. Dafür errichtete man 1948 auf dem Grundstück hinter Doventorstr. 8–9 ein erstes sechsgeschossiges Lagerhaus.

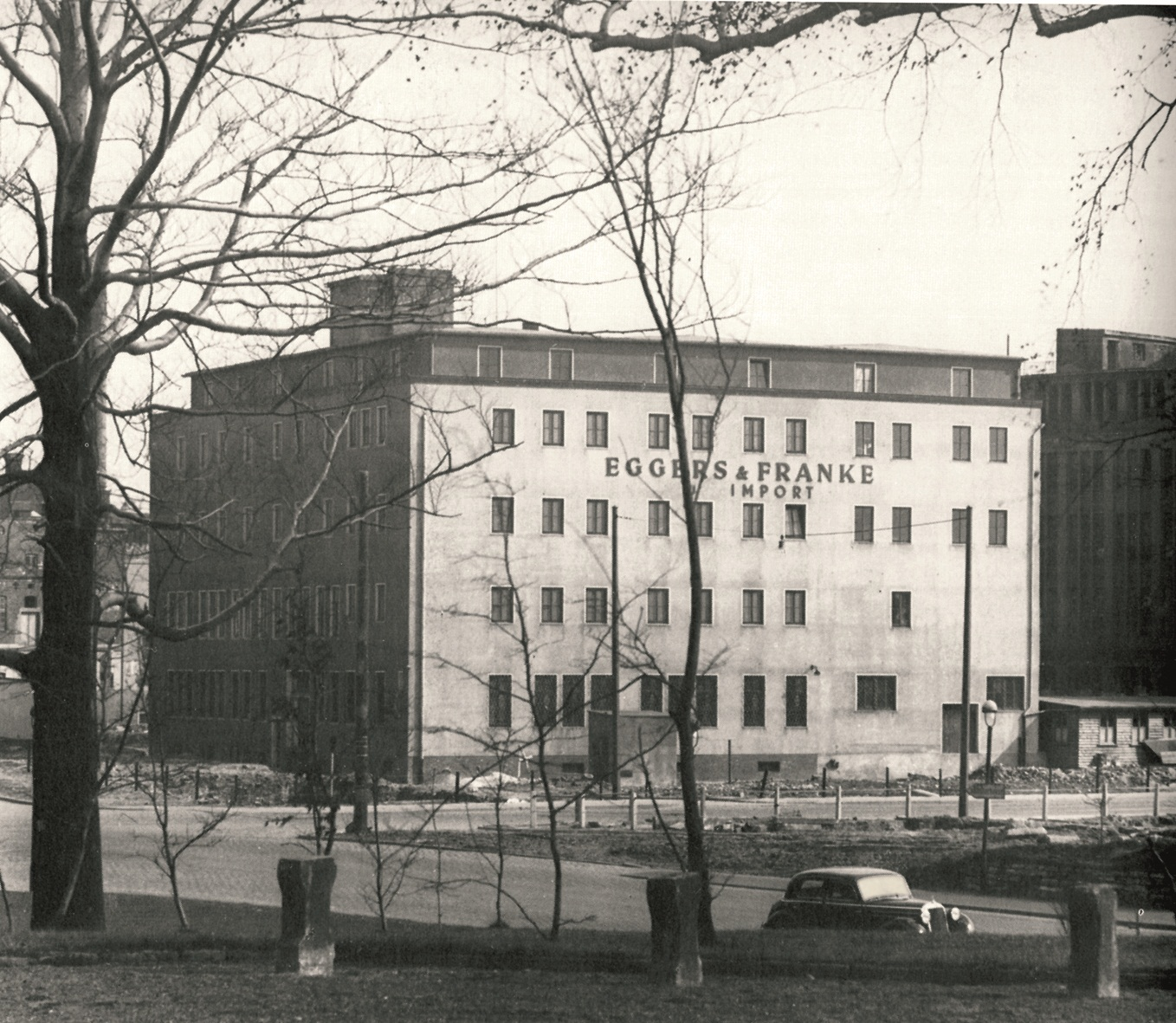
Lagerhaus an der Neuenstraße um 1948

Durch den Ankauf weiterer Grundstücke zwischen Doventor-, Neuen- und Töferbohmstraße konnte schließlich ein Grundstück arrondiert werden, auf dem bis 1971 in insgesamt sieben Bauabschnitten die mehrgeschossigen und unterkellerten Lager- und Bürogebäude entstanden, die Eggers & Franke betrieblich bis 1992 nutzte. 1978 zog das Kontor ein benachbartes Bürogebäude in der Töferbohmstraße 8 um, das bis November 2006 Firmensitz der Firma blieb.
Jamaika-Rum blieb ein wichtiger Geschäftszweig der Firma Eggers & Franke. Kurz vor Kriegsbeginn hatte Carl J. Meier 1938 mit seiner Mutter die Firma Bremer Rum-Contor B. Meier Wwe. & Sohn gegründet, um Rum und Rumverschnitt unter der Marke Robinson in Anlehnung an den Romanhelden Robinson Crusoe des englischen Schriftstellers Daniel Defoe. Rum unter der Marke Robinson, die heute in Besitz der Firma Underberg ist, zählte bis in die 1970er Jahre zu den wesentlichen Erfolgsschlagern des Unternehmens Eggers & Franke, und insbesondere der Verkauf in kleinen Portionsflaschen galt als innovativ und extrem absatzstark. Der Vertrieb erfolgte seit 1948 über unabhängige Handelsvertreter, die zunehmend durch eigene Vertriebsmitarbeiter unterstützt werden.
Die Veredelung und Abfüllung unter eigener Marke oder einer Marke des Handels bildeten in den 1950er und 1960er Jahren den Kern des Spirituosengeschäfts. Hinzu kamen bekannte Distributionsmarken wie Brandy 103 aus Spanien, dessen Vertrieb man 1972 erstmals übernahm, und Angostura Aromatic Bitter, dessen Vertriebsrechte bereits seit Mitte des 19. Jahrhunderts bei der 1964 übernommenen Firma Franzius Henschen & Co. lagen.
Das Geschäft mit Weinen wurde von der Firma Eggers & Franke nach dem Zweiten Weltkrieg lange fast ausschließlich in Fässern oder Kesselwagen betrieben. Die Abfüllung und der Verkauf in Flaschen gewannen ab den 1960er Jahren an Bedeutung, die jedoch bereits in den 1970er Jahren vom Import abgefüllter Ware in Flaschen übertroffen wurde. Ab Mitte der 1970er Jahre wandelte sich Eggers & Franke auch im Handel mit Wein zum Markenvertriebspartner, mit bekannten Erzeugern wir Torres aus Spanien und Frescobaldi aus Italien, den man 1975 erstmals in den Vertrieb nahm. Daneben gewannen Weine aus Österreich und Südafrika an Bedeutung.

### 1976 bis 2007
Am 29. November 1976 starb Carl. J. Meier. Sein ältester Sohn Wilhelm F. Meier (* 1935), bereits seit 1961 im Unternehmen und seit 1968 Teilhaber, übernimmt die Führung gemeinsam mit dem Sohn des langjährigen Prokuristen Ernst-Christian Babel. In den 1980er Jahren verschob sich das Geschäft deutlich zu Gunsten hochwertiger Weine international bekannter Erzeuger. Insbesondere gewannen die Weine der südafrikanischen Winzergenossenschaft KWV Holdings an Bedeutung, mit der gemeinsam man eine Versandhandelsfirma unter dem Namen Ruyter & Ast aufbaute. 1992 zog der Betrieb von Eggers & Franke in ein neues, modernes Hochregallager im Güterverkehrszentrum Bremen.
1996 erwarb die KWV die Mehrheit der Firmenanteile an Eggers & Franke, von der Familie Meier. 2001 folgte Johann Christoph Meier (* 1969) seinem Vater Wilhelm F. Meier auf dem Chefsessel nach. Im gleichen Jahr wurde die eigene Abfüllung von Spirituosen und Weinen eingestellt, und die Anlagen verkauft. 2003 erwarb die Firma Eggers & Franke Namens und Markenrechte von der 1773 gegründeten Bremer Weinhandelsfirma Joh. Eggers Sohn, die 2002 Insolvenz angemeldet hatte. Auf der Messe ProWein präsentierte man 2005 unter dieser traditionsreichen Firma ein neues innovatives Sortiment für den Weinfachhandel. Kurz darauf übernahm die Firma Eggers & Franke 100 % der Anteile an der 1692 in Bremen gegründeten Versandhandelsfirma Ludwig von Kapff GmbH und im Sommer desselben Jahres die traditionsreiche Weinimportfirma Reidemeister & Ulrichs GmbH.
Für das Sortiment wurde Eggers & Franke 2002 und 2005 beim internationalen Weinwettbewerb Mundus Vini mit dem Titel Importeur des Jahres geehrt.

### 2008 bis heute
2008 erwarb die Firma Racke GmbH & Co. KG, Bingen, die Mehrheit an der Firmengruppe. Sie brachte ein umfangreiches Handelsgeschäft mit eigenen und fremden Weinmarken in das Unternehmen ein, das kurzzeitig unter dem Namen Racke / Eggers & Franke Gruppe firmierte. Unter dem Firma Eggers & Franke wurde seit 2008 vor allem das Geschäft mit international bekannten Wein- und Spirituosenmarken mit dem Sortimentseinzelhandel abgewickelt, während sich die Firmen Reidemeister & Ulrichs und Joh. Eggers Sohn auf die Kundenkreise Fachhandel und Gastronomie konzentrierten.
2009 übernahm die Racke / Eggers & Franke Gruppe die Firma DC Gesellschaft für Weinimporte, Rüdesheim (Nahe), die mit der Firma Reidemeister & Ulrichs GmbH fusioniert wurde. Im Dezember 2009 übernahm die Familie Meier erneut 100 % der Anteile an der Gruppe, die seit 2010 als Eggers & Franke Holding GmbH firmiert. 2009 und 2010 konnten Vertriebsvereinbarungen mit bedeutenden internationalen Spirituosenmarken abgeschlossen werden, darunter Osborne Brandys, Carlos I Brandy und Linie Aquavit. Dadurch wurde das Geschäft mit Spirituosen deutlich gestärkt. 2011 übernahm die Eggers & Franke Holding GmbH 100 % der Anteile an der 1960 gegründeten Facheinzelhandelsgruppe Weinhaus Stratmann GmbH, Zeven.
Deutschlands größter Sekthersteller, die Rotkäppchen-Mumm Sektkellereien, hat Eggers & Franke Anfang Mai 2018 übernommen.
2019 expandierte die Eggers & Franke Gruppe nach Österreich und gründete die Eggers & Franke Handelsgesellschaft mbH mit dem Sitz in Wien. Als unabhängige Vertriebsgesellschaft konzentriert sich Eggers & Franke Österreich auf die Distribution von Wein, Spirituosen und Schaumwein.